# Rörtjärnen (Särna socken, Dalarna, 683478-133653)
Rörtjärnen är en sjö i Älvdalens kommun i Dalarna och ingår i Dalälvens huvudavrinningsområde. Sjön har en area på 0,0484 kvadratkilometer och ligger 929,2 meter över havet. Sjön avvattnas av vattendraget Stora Njupån.

## Delavrinningsområde
Rörtjärnen ingår i det delavrinningsområde (683520-133551) som SMHI kallar för Inloppet i Stora Rörsjön. Medelhöjden är 932 meter över havet och ytan är 9,09 kvadratkilometer. Räknas de 2 avrinningsområdena uppströms in blir den ackumulerade arean 11,86 kvadratkilometer. Stora Njupån som avvattnar avrinningsområdet har biflödesordning 4, vilket innebär att vattnet flödar genom totalt 4 vattendrag innan det når havet efter 532 kilometer. Avrinningsområdet består mestadels av kalfjäll (97 procent). Avrinningsområdet har 0,26 kvadratkilometer vattenytor vilket ger det en sjöprocent på 2,8 procent.